# Кастельфорте
Кастельфорте (італ. Castelforte) — муніципалітет в Італії, у регіоні Лаціо,  провінція Латина.
Кастельфорте розташоване на відстані близько 130 км на південний схід від Рима, 80 км на схід від Латини.
Населення — 4435 осіб (2014).

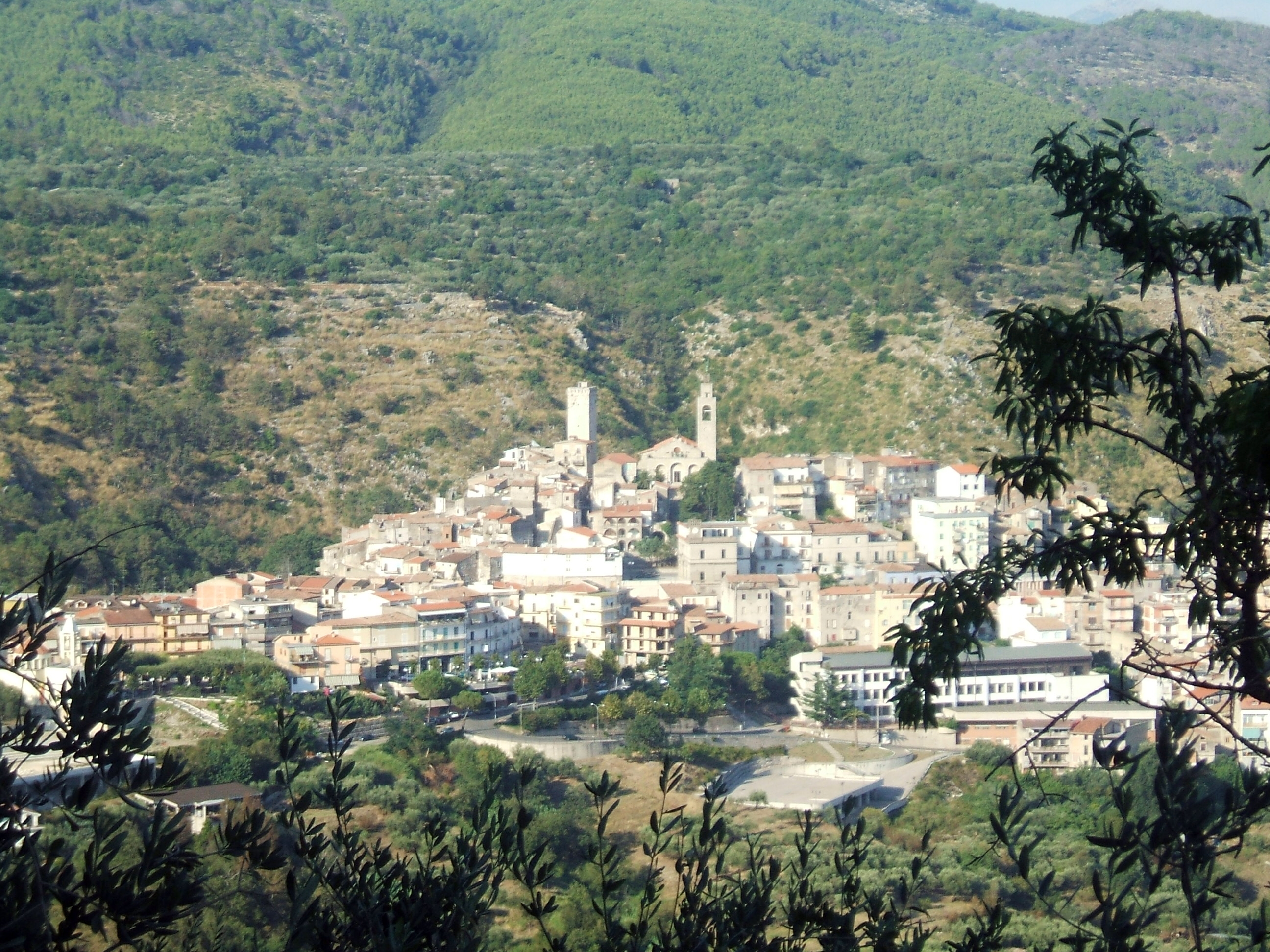

Щорічний фестиваль відбувається 24 червня. Покровитель — святий Іван Хреститель.

## Демографія
Населення за роками:

Станом на 1 січня 2023 року в муніципалітеті офіційно проживали 104 іноземці з 22 країн, серед них 58 громадян країн Євросоюзу та 14 громадян України.

## Сусідні муніципалітети
- Корено-Аузоніо
- Рокка-д'Евандро
- Сант'Андреа-дель-Гарильяно
- Санті-Козма-е-Дам'яно
- Сесса-Аурунка
- Валлемайо